# The Secret of My Success (singolo)
The Secret of My Success è una canzone del gruppo musicale statunitense Night Ranger, scritta da Jack Blades, David Foster, Tom Keane e Michael Landau. Pubblicato come singolo dall'album Big Life, il brano è stato composto per la colonna sonora del film Il segreto del mio successo nel 1987.
Nel 1988 il brano è stato candidato al Golden Globe per la migliore canzone originale, ma ha perso in favore di (I've Had) The Time of My Life del film Dirty Dancing - Balli proibiti.

## Tracce
7" Single MCA 258 380-7
1. The Secret of My Success (versione ridotta) – 4:00
2. Carry On – 4:19

12" Maxi MCA 258 374-0
1. The Secret of My Success – 4:26
2. Carry On – 4:19
3. Sister Christian (Live) – 5:29

## Formazione
- Jack Blades – voce, basso
- Jeff Watson – chitarra
- Brad Gillis –  chitarra
- Alan Fitzgerald – tastiere
- Kelly Keagy – batteria, voce

Altri musicisti
- Michael Landau – chitarra
- David Foster – tastiere

## Classifiche
| Classifica (1987)             | Posizione massima |
| ----------------------------- | ----------------- |
| Stati Uniti                   | 64                |
| Stati Uniti (mainstream rock) | 12                |